# AmBev
La Compañía de Bebidas de las Américas es una empresa privada de Brasil que nació de la fusión en julio de 1999 entre las compañías Antarctica y Brahma. La empresa es una subsidaria de la multinacional belga Anheuser-Busch InBev.
El 3 de marzo de 2004 sella una alianza con Interbrew pasando a ser la mayor cervecera del mundo por volumen de ventas. AmBev tiene operaciones propias en Guatemala como Cervecería Rio desde 2003 en alianza estratégica con la Embotelladora La Mariposa (Hoy CBC "Anteriormente CABCORP"), junto con Perú, Ecuador, Nicaragua, El Salvador y República Dominicana; además tiene asociaciones estratégicas en Argentina, Uruguay, Paraguay, Bolivia y Chile. También tuvo presencia en Venezuela hasta el cierre de sus operaciones en ese país en el año 2013.
En Perú se destacó su presencia por la marca Brahma en 2005 para competir con Backus.

## Productos

### Cervezas
- Antarctica Sub Zero
- Antarctica
- Brahma
- Brahma Extra
- Brahma Fresh
- Brahma Light
- Brahma Zero
- Paceña
- Brahma Chopp
- Brahma Lime
- Brahva (producida en Teculután Zacapa, Guatemala)
- Brahva Beats
- Brahva Gold
- Bohemia
- Budweiser
- Caracu
- Carlsberg
- Corona
- Callao
- Franziskaner
- Jupiler
- Hoegaarden
- Kronenbier
- Labatt Blue
- Lakeport Brewing
- Leffe
- Liber
- Modelo
- Norteña
- Original
- Patagonia
- Patricia
- Presidente (cerveza)
- Pilsen
- Puerto del Mar
- Quilmes
- Serra Malte
- Skol
- Skol360
- Staropramen
- Stella Artois
- Wäls
- Taquiña (Bolivia).
- Huari (Bolivia)

### Otras bebidas
- Pepsi
- 7up
- Mirinda
- Adrenaline Rush
- Mountain Dew
- Petit Nectar
- Petit Jugazzo
- Petit Fruta Fresca
- Grapette
- Aqua Pura
- Salutaris
- Petit con Tajin
- Guaraná Antarctica
- Guarah
- Soda Limonada Antarctica
- Água Tônica Antarctica
- Sukita
- Lipton Ice Tea
- Água Fonte da ilha
- Teem
- H2OH!
- Gatorade
- Frutzzz
- Propel - Hydractive
- Os Caçulinhas
- Fusion
- Monster Energy
- Baré
- Citrus Antarctica
- APEC
- MABI